# Референдум щодо членства Великої Британії в ЄС
Референдум щодо членства Великої Британії в ЄС, також названий як Brexit (скорочення від англ. Britain + exit)) — референдум, що відбувся у Великій Британії та Гібралтарі 23 червня 2016 року з 7 до 22 год.. Було винесене питання щодо доцільності членства Великої Британії в ЄС,  результати голосування склали 51,9 % за вихід з ЄС та 48,1 % проти виходу з ЄС при явці 72,2 %.

## Передумови
Членство в Європейському Союзі було спірним питанням для Сполученого Королівства з моменту приєднання країни до тодішньої Європейської економічної спільноти в 1973 році, повної інтеграції не відбувалось, посуті Сполучене Королівство небуло повноцінним членом ЄС. Як приклад, була залишена своя валюта і відмова від зони євро. Однією з передумов також була названа незгода та панічне побоювання населення Великої Британії щодо політики біженців в ЄС, ксенофобські та антиєвропейські рухи були підсилені націоналістичними партіями. Міграційна криза відкрила шлях до вибухового зростання популярності ксенофобських антиєвропейських партій — таких, як Партія незалежності Сполученого Королівства, саме ця партія очолила кампанію за вихід з ЄС, в той час як національні уряди і європейські інституції не демонстрували, що вони в змозі впоратися з кризою.

## Контингент
У референдумі могли взяти участь громадяни Великої Британії, Ірландії і країн Співдружності, які легально перебувають на території королівства, а також британські громадяни, що живуть за кордоном не більше 15 років. На відміну від загальних виборів, у голосуванні також могли взяти участь члени палати лордів, а також громадяни Співдружності, що мешкають у Гібралтарі.

## Історія
У січні 2013 року Девід Кемерон пообіцяв, що у разі перемоги консерваторів на парламентських виборах 2015, уряд Великої Британії проведе переговори про більш вигідні умови продовження британського членства в ЄС, а потім — референдум про членство Великої Британії в ЄС, причому позиція уряду з питання членства залежатиме від результату переговорів з ЄС. Після перемоги на виборах у травні 2015 року Девід Кемерон підтвердив рішення про проведення переговорів, а також референдуму. Питання про референдум було включене в промову королеви на церемонії відкриття нового складу парламенту 27 травня 2015 року. 28 травня 2015 року пропозиція про проведення референдуму була внесена до Палати громад.
Що стосується позиції інших партій з питання проведення референдуму, «Лейбористська партія (Велика Британія)» під керівництвом Еда Мілібенда (2010—2015) виступала проти проведення референдуму доти, поки не відбудеться передача нових повноважень від Великої Британії до ЄС. «Ліберальні демократи» зажадали провести референдум виключно в разі прийняття нових змін до договорів ЄС. «Партія незалежності Сполученого Королівства», «Британська національна партія», «Зелена партія Англії та Уельсу», «Демократична юніоністська партія» і партія «Respect» підтримали принцип проведення референдуму.

### Питання референдуму
Спочатку в Акті про референдум з питання Європейського союзу , внесеному до парламенту Великої Британії, передбачалося питання: «Чи має Велика Британія залишитися членом Європейського союзу?». Можливі відповіді: «Так» і «Ні». Згодом виборча комісія запропонувала інше формулювання, яке було прийняте урядом в вересні 2015 року до третього читання акту в парламенті.

Чи має Велика Британія залишитися членом Європейського союзу або залишити Європейський союз?
Оригінальний текст (англ.)
Should the United Kingdom remain a member of the European Union or leave the European Union?
Оригінальний текст (валл.)
A ddylai'r Deyrnas Unedig aros yn aelod o'r Undeb Ewropeaidd neu adael yr Undeb Ewropeaidd? 
Можливі відповіді:

Залишитися членом Європейського союзу 

Залишити Європейський союз
Оригінальний текст (англ.)
Remain a member of the European Union 

Leave the European Union
Оригінальний текст (валл.)
Aros yn aelod o'r Undeb Ewropeaidd 

Gadael yr Undeb Ewropeaidd 

### Скорочена назва референдуму
«Брекзит» (англ. Brexit) — це слово, що використовується як скорочена назва процесу виходу Британії із ЄС. Воно складається із двох частин: Британія і вихід (англ. exit), на кшталт того, як можливий вихід Греції із ЄС називали Grexit.

## Результат
| Покинути: 17 410 742 (51,9 %) | Залишитися: 16 141 241 (48,1 %) |
| ▲                             |                                 |

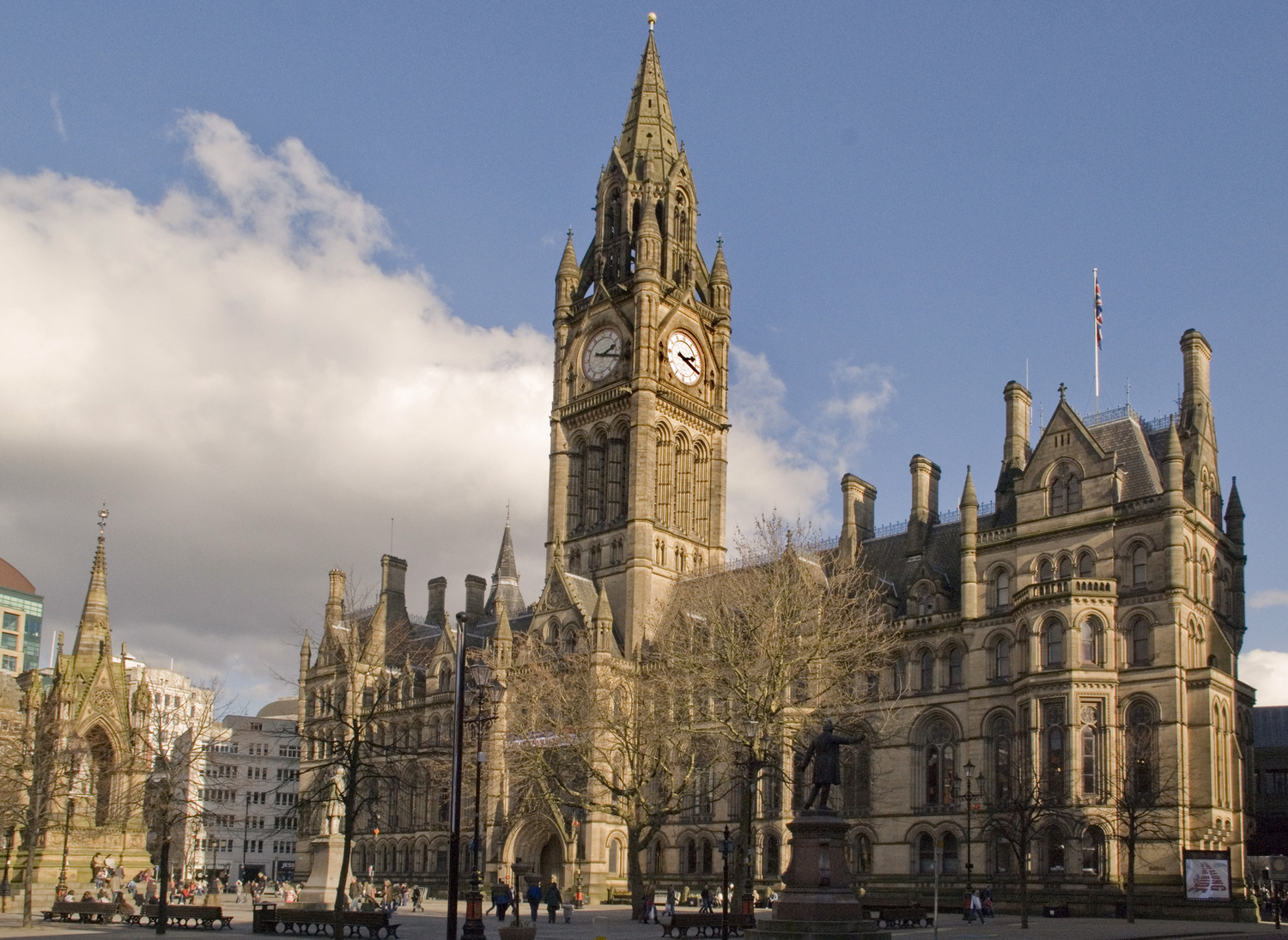
Ратуша Манчестера, місце оголошення загальних результатів референдуму

Бюлетень референдуму

Чи має Велика Британія залишитися членом Європейського союзу?
| Результати | Результати | Результати |
|            | Голосів    | Разом      |
| ---------- | ---------- | ---------- |
| Так        | 16 141 241 | 48,11%     |
| Ні         | 17 410 742 | 51,89%     |
| Дійсні     | 33 551 983 | 99,92%     |
| Недійсні   | 26 033     | 0,08%      |
| Разом      | 33 578 016 | 100.00%    |
| Явка       | 72,2%      | 72,2%      |
| Електорат  | 46 501 241 | 46 501 241 |

## Після голосування
24 червня було створено петицію до уряду Сполученого Королівства з проханням вважати недійсними результати референдумів про вихід з ЄС, якщо явка не перевищила 75 %, а кількість голосів, відданих за будь-який з варіантів, набрала не більше 60 % і відтак провести повторний референдум. Менш ніж за добу під петицією підписалися понад 114 тисяч осіб (для розгляду Парламентом потрібно 100 000 підписів). Британські ЗМІ повідомляли, що сторінка петиції протягом цієї доби була настільки популярною, що сайт звернень до уряду не витримав навантаження й перестав працювати, спочатку набираючи близько 1000 голосів за хвилину. Станом на 13:00 25 червня кількість підписів перетнула позначку в мільйон голосів.

## Оскарження
Лондонська юридична фірма Mishcon de Reya, представляючи інтереси групи бізнесменів і вчених, розпочала процес оскарження виходу Британії з Євросоюзу.
На думку клієнтів цієї фірми, згідно з британською конституцією тільки акт парламенту може запустити процес виходу з ЄС в рамках 50-ї статті Лісабонського договору.
За аргументацією юридичної фірми, будь-який прем'єр-міністр, який приймає це рішення самостійно, порушує Акт про європейські співтовариства 1972 року, в якому було прописано входження Британії в ЄС та вплив угод ЄС на місцеве право. Раніше така ж аргументація була представлена в статті трьох юридичних експертів для Асоціації конституційного права Великої Британії (UKCLA), де на думку адвокатів, більшість членів британського парламенту виступали за збереження членства країни в ЄС, а тому, ймовірно, не прийняли б такий документ, який дозволив би прем'єр-міністрові запустити процедуру в рамках 50-ї статті.